# マルベラの海戦
マルベラの海戦（Battle of Marbella）は、スペイン継承戦争中の海戦の1つで、1705年3月21日にイングランド・ポルトガル・オランダ連合艦隊とフランス・スペイン連合艦隊がスペイン・マルベーリャで衝突した。
1704年8月4日にジブラルタルを占領したイングランド軍はここを地中海の拠点としてフランス海軍を牽制、8月24日のマラガの海戦でフランス・スペイン連合艦隊のジブラルタル進出を防いだ。対するフランス・スペイン連合軍はジブラルタルの奪回に向かい9月からジブラルタルを包囲したが、11月9日にイングランド海軍軍人ジョン・リークの艦隊に包囲を支援するはずだったフランス艦隊を撃破されたため失敗、イングランド艦隊とジブラルタル総督ゲオルク・フォン・ヘッセン＝ダルムシュタットらはジブラルタルでは越冬出来ないためポルトガルの首都リスボンへ寄港して1704年を過ごした。
1705年1月、スペイン王フェリペ5世からジブラルタル奪回を命じられたフランスの将軍のテッセ伯ルネ・ド・フルーレはジブラルタル包囲を敢行、北フランスのブレストからジャン＝ベルナール・ド・ポアンタスが艦隊18隻を連れて2月25日にジブラルタルに到着、包囲網に加わった。リークはフランス艦隊の支援を阻止すべく連合艦隊35隻（イングランド艦隊23隻・ポルトガル艦隊8隻・オランダ艦隊4隻）を率いて3月16日にリスボンから出撃、21日にジブラルタルに到着して撤退したフランス艦隊を追撃、3隻を拿捕、2隻を焼くという戦果を挙げた。残りのフランス艦隊もマラガに座礁したりトゥーロンに逃れたりしてジブラルタルから追い出された。
フランス艦隊がいなくなったためテッセは4月に包囲を断念して撤退、ポアンタスは戦後引退して海軍から身を引いた。一方のリークはこの海戦で高評価を獲得、以後も地中海で活躍していった。